# Карсон, Джонни
Джонни Карсон (англ. John William «Johnny» Carson; 23 октября 1925, Корнинг, Айова — 23 января 2005, Лос-Анджелес) — американский журналист, телеведущий и режиссёр. Наибольшую известность приобрёл в качестве многолетнего ведущего телепрограммы The Tonight Show («Сегодня вечером») на канале NBC. Также пять раз вёл церемонию вручения «Оскара». В 1987 году Карсон был введён в Зал славы телевидения.

## Биография

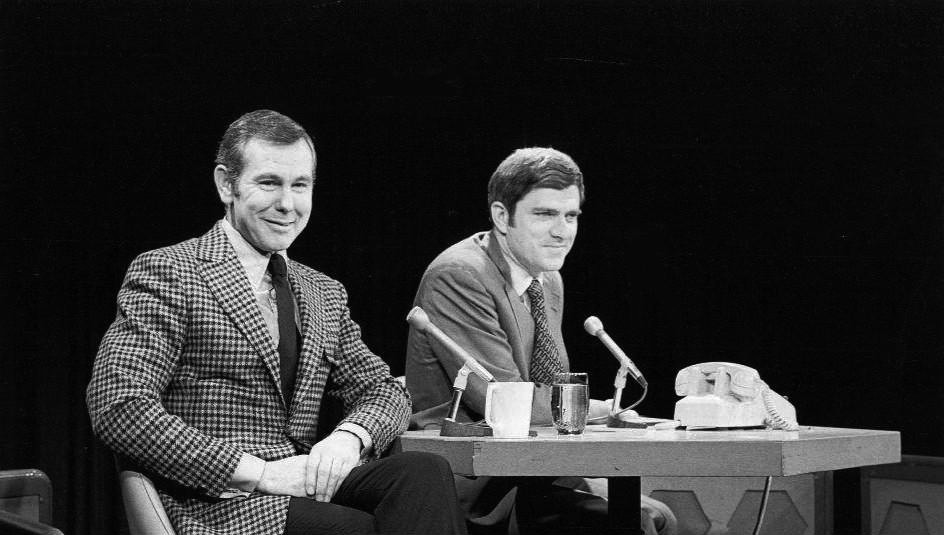
Джонни Карсон и Фил Донахью

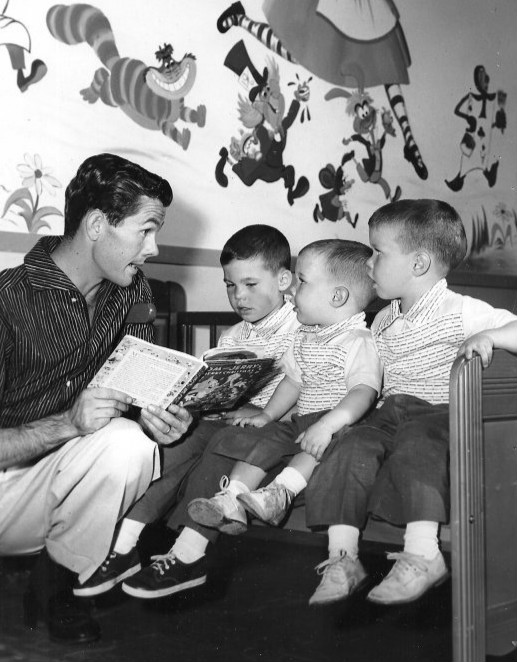

### Детство
Джон Уильям Карсон родился 23 октября 1925 года в городе Корнинг, штат Айова, в семье Гомера Ллойда Карсона (1899—1983), менеджера энергетической компании, и Руфы Элизабет Карсон (1901—1985), имевшей ирландские корни. Своё детство он провел переезжая из города в город по юго-западу Айовы, прежде чем в возрасте восьми лет окончательно осесть в Норфолке. Там, Карсон рос и начал развивать свой талант для развлечения себя и своих близких. В возрасте 12 лет, маленький Джонни нашел книгу по магии в доме друга и сразу же заказал по почте набор фокусника. После чего он начал отрабатывать свои трюки на своей семье показывая карточные фокусы. Чуть позже он начал зарабатывать первые деньги выступая на различных ярмарках. После окончания средней школы он автостопом добрался до Голливуда, где был арестован и оштрафован 50$ за оскорбление сотрудника полиции.

### Служба в армии
Джонни присоединился к военно-морскому флоту США 8 июня 1943 года, и прошел программу подготовки офицеров ВМС V-12 в Колумбийском университете и колледже Millsaps. Ближе к концу войны он был переведен на USS Пенсильвания в Тихом океане, где провел 10 матчей по боксу среди любителей и одержал победу во всех. Позднее его корабль был направлен в зону боевых действий, но бомбардировки Хиросимы и Нагасаки завершили войну. После войны он недолгое время занимал должность офицера связи, ответственного за расшифровку данных. В одном из интервью он сказал, что главным событием в его военной карьере было выполнение магического трюка для министра ВМФ США Джеймса В. Форрестола. В разговоре с Форрестолом, министр спросил молодого офицера, планирует ли он остаться на флоте после войны. В ответ Карсон сказал нет и ответил ему, что хочет быть иллюзионистом. Форрестол попросил его выступить, и Карсон в ответ показал карточный фокус. Был удостоен ряда наград.

### Учеба в университете
После службы в армии, чтобы не терять время, он воспользоваться образовательными возможностями ВМС и поступил в Университет Небраски-Линкольна, где он присоединился к братству Phi Gamma Delta, продолжая показывать фокусы. Там он начал изучать журналистику с серьезным намерением стать писателем-юмористом. Его выпускная работа была озаглавлена «Как писать комические шутки», она представляла подборку записанных пародий и шуток из популярных радиошоу с Джонни, где он объясняет комическую технику голоса за кадром. Он получил степень бакалавра искусств по радио и речи (с дополнительной специализацией в физике) в 1949.

### Телевидение
Его шоу выходило с 1962 по 1992 год. Оно «сильно было не только персонами ведущих, но именно невидимой зрителю работой редакторов».
Режиссёры проекта: Дик Карсон, Фредерик де Кордова, Джерри Льюис. Сценарий шоу: Джей Лено, Джим Малхолланд, Ник Арнольд, Джо Бигелоу и сам ведущий. В шоу Джонни Карсона участвовали: Джордж Сигал, Ричард Дин Андерсон, Джим Абрахамс, Джерри Цукер, Дэвид Цукер, Алан Кинг, Делла Риз, Бетти Уайт, Билл Косби, Боб Ньюхарт, Бен Верин, Роберт Блейк, Валери Харпер, Оливия Ньютон-Джон, Фредди Принц, Боб Хоуп, Джей Лено, Джоан Риверз, Дон Риклес, Дэвид Леттерман, Стив Мартин, Эд МакМахон, Хелен Редди, Джули Лондон, МакЛин Стивенсон, Майкл Джей Фокс, Флип Уилсон, Лола Фалана, Франс Нуйен.

### Кинематограф
Как актёр, Карсон снимался в лентах «Джимми Картер: Человек с Великих Равнин» и «Первые пятьдесят лет — закрытый взгляд».

### Личная жизнь
Он был четырежды женат. Его спутницами были Джоан Моррилл с 1949 по 1963 год, Джоан Коуплэнд с 1963 по 1972-й, Джоанна Холлэнд с 1972 по 1985 год. Его последняя жена, Александра Мэсс была с ним рядом с 1987 года до самой его смерти.
От брака с Джоан Моррилл у него было три сына: Кристофер, Кори и Ричард.

### Смерть
Джонни Карсон умер 23 января 2005 года, на 80-м году жизни, в собственном доме в Малибу, штат Калифорния. Известен любопытный эпизод, когда Карсона попросили выбрать для себя эпитафию. Не долго думая, Джонни повторил фразу, которую тысячи раз говорил перед рекламными блоками в своем шоу: «Не уходите, я скоро вернусь». Кремирован.

## Награды
- Как телеведущий шесть раз получал награду «Эмми».